# いたばしプロレスリング
いたばしプロレスリングは、東京都板橋区を中心に活動している日本のプロレス団体。モットーは「地元板橋に元気と笑顔を!」。

## 概要
2014年7月、板橋区前野町を住処としているはやてが、プロレスを通じてより良いコミュニティーの形成を目指すために設立。
板橋区内のイベントに所属選手を派遣してプロレスの枠にとらわれない区民との交流を行なっている。イベントによっては観戦無料のプロレス大会を開催することもある。大会スポンサーも商店街を初めとして板橋区内の団体が多く、大会には板橋区内の店が売店を出している。
地域密着の活動は区行政の目に入り公認されるまでに至った。実際に板橋グリーンホール大会に区長や区職員を招待し、大会の売上金の一部を産業と観光の振興のために区に寄付している。大会では、警視庁板橋警察署や東京消防庁板橋消防署と組んで防犯や防災を啓発するコーナーが設けられることもあり、マスコットキャラクターのピーポくんやキュータが来場したことがある。
2018年2月25日、板橋グリーンホール大会にNHKの番組「ごごナマ」が取材に来ていた（試合の様子は3月8日に放送された）。

## 特徴
はやてはメキシコでルチャリブレの修行を積んでおり、そこで培ったノウハウを用いて所属選手を指導している。所属選手はジュニアヘビー級が多く占めており、ほとんどが覆面レスラーである。はやてと企業課題解決マスクを除き、所属している覆面レスラーは主に板橋区の要素をモチーフにしており、彼らとはやてでユニット「いたプロヒーローズ」が構成されている。はやて、イタバシマスクを除くいたプロヒーローズのメンバーは、商店街や町会、企業などの公認を受けており、商店街や町会のイベントで行なわれる大会にはホームのメインイベンターとして主役級の活躍をする。
小柄な体格を生かしたスピーディーな展開の試合が多いのが特徴で、6人タッグマッチや8人タッグマッチでは、試合の権利を持つ選手がリング外に出た際に控えの選手が即時リングインすることで試合の権利が自動的に移動する、つまり選手の交代にタッチの必要がないノータッチルールが採用されている。
1大会あたりの試合数は、再試合を除くと、観戦有料の大会が4試合から6試合（5試合が多数）、観戦無料の大会が2試合から4試合（3試合が多数）となっており、ノータッチルールのタッグマッチが必ず1試合組まれている。試合数が3試合以下の大会では、最後から2番目の試合はセミファイナルとして扱われない。
女子選手も参戦しており、「女子選手が出場する試合」が組まれる大会も少なくない。参戦する女子選手に以前はアイスリボン所属選手が多かった理由は、はやてがアイスリボンのルチャサークルコーチに就任していたためである。まるこはアイスリボンから移籍した。
試合開始前にはプロレスの基本ルールのレクチャーや「プロレス教室」と銘打ち、子供たち10人ほどが参加できるマットを使った基礎運動の企画など、プロレスに馴染みのない初心者層や低年齢層にも親しみやすいよう配慮している。

## 歴史

### 2012年
- 7月8日、はやてが設立したレスリングドリーマーズ板橋区平和公園特設会場大会でグレート・ピカちゃんがデビュー[6]。レスリングドリーマーズは板橋区上板橋を中心に活動していた[7]。

### 2013年
- 9月21日、レスリングドリーマーズが解散[7]。

### 2014年
- 7月、はやてが、いたばしプロレスリングを設立。前年まで、はやてと共にレスリングドリーマーズに所属していた中里哲弥、ウルフ智也が入団[8]。
- 9月15日、板橋グリーンホールで、旗揚げ戦を開催。
  - 鈴木心、イタバシマスクがデビュー[8][9]。

### 2015年
- 4月12日、板橋グリーンホールで、ハッピーロードマンがデビュー[10]。
- 9月13日、板橋グリーンホールで、旗揚げ1周年記念大会を開催。
  - なかいたへそマスクがデビュー[11]。

### 2016年
- 2月21日、板橋区立舟渡小学校体育館で、マスクドふなどんがデビュー[12]。
- 6月、メキシコに遠征。
- 6月4日、メヒコ州ニコラス・ロメロのアレナ・23・デ・フニオで、ハッピーロードマン・ダークがデビュー[13]。
- 7月31日、板橋3丁目縁宿広場特設リングで、いたばし不動ッピーがデビュー[14]。
- 10月23日、成増アクトホールで、旗揚げ2周年記念大会を開催。観戦有料の大会では初となる板橋グリーンホール以外での開催。

### 2017年
- 4月24日、いたばしプロレスリング株式会社として法人化[1]。
- 5月25日から10月1日にかけ、中里がリングネームを「中里哲也」へ徐々に変更。この期間、ポスターといたばしプロレスリング公式サイトの試合結果で「中里哲弥」と「中里哲也」が混在しており、表記が統一されていなかった。リングネームを正式に変更した日は不明だが、10月1日以降は中里哲也に統一されている[15]。
- 7月9日、板橋区平和公園特設リングで、キューティー・ピカちゃんがデビュー[16]。
- 9月23日、板橋グリーンホールで、旗揚げ3周年記念大会を開催。
  - がばいじいちゃんとバッファローがタッグマッチで初遭遇。「杖は身体の一部として扱われ、試合で使っても反則にならない」という特例とマイペースな試合運び、そして年寄りとされるがばいじいちゃんを攻撃するたびに起こる観客のブーイングにバッファローが理不尽に翻弄され、試合はバッファロー組の敗北。2人の抗争が始まる。
- 10月28日、板橋区立常盤台小学校体育館で、トキワダイオーがデビュー[17]。
- 12月17日、板橋グリーンホール大会を開催。
  - ダブルメインイベント2「Xmasスペシャルバトルロイヤル いたプロ17」にて、姑息な立ち回りが功を奏し、グレート・ピカちゃんを丸め込んだディック東郷を、なかいたへそマスクがさらに丸め込んで優勝を掻っ攫った。この結果にグレート・ピカちゃんが「（なかいたへそマスクの）勝ち方がヒーローらしくない」と抗議し、再試合での決着をはやてに直訴。いたプロヒーローズには商店街や町会の象徴となっている選手が多く、いたプロヒーローズ同士の対戦は即ち商店街、町会同士の争いを意味し、板橋区の地域振興を掲げている、いたばしプロレスリングにとっては非常にデリケートな問題だった。しかし、はやてが試合会場で売店を出していた商店街の人々からの承諾を得て、第1回「いたプロヒーローズ最強決定トーナメント」として2018年内の板橋グリーンホール大会を通じ、いたプロヒーローズ8選手によるトーナメント戦が行なわれることが決定。

### 2018年
- 2月25日、板橋グリーンホール大会を開催。
  - 第1回「いたプロヒーローズ最強決定トーナメント」1回戦の2試合が行なわれ、いたばし不動ッピーがなかいたへそマスクに、グレート・ピカちゃんがハッピーロードマン・ダークにそれぞれ勝利し、準決勝へ進出。
- 4月22日[18]または4月30日[19]、長崎まる子がいたばしプロレスリング株式会社に正社員として入社。同時にリングネームを「まるこ」に改名[18]。
- 5月3日、板橋グリーンホール大会を開催。
  - 第1回「いたプロヒーローズ最強決定トーナメント」1回戦の2試合が行なわれ、ハッピーロードマンがマスクドふなどんに、トキワダイオーがイタバシマスクにそれぞれ勝利し、準決勝戦へ進出。
  - がばいじいちゃんに連戦連敗のバッファローが遺恨を清算するため、次の板橋グリーンホール大会での一騎討ちを要求。
- 5月25日、まるこが選手として正式に入団。
- 7月8日、板橋宿不動通り商店街大会終了後に、がばいじいちゃんが今度の板橋グリーンホール大会でのバッファロー戦を「敗者が勝者の言うことを聞く」という条件付きマッチにするようはやてに懇願し、はやては渋々了承[20]。
- 7月16日、板橋グリーンホール大会を開催。
  - 第1回「いたプロヒーローズ最強決定トーナメント」準決勝戦の1試合が行なわれ、グレート・ピカちゃんがトキワダイオーに勝利し、決勝戦へ進出。
  - がばいじいちゃんとバッファローが、「敗者が勝者の言うことを聞く」という条件付きのシングルマッチで対戦し、バッファローが敗北。バッファローは、いたばしプロレスリングを追放される覚悟していたが、がばいじいちゃんは「板橋区を盛り上げるために区内へ移住すること」を要求。しかし、バッファローは既に成増に引っ越していたため、2人は円満に和解。次の板橋グリーンホール大会で初タッグを組むことが決定。
- 8月25日、ハッピーロード大山商店街大会を開催。
  - メインイベントで、ハッピーロードマン・ダークが試合中に介入したことを契機に、いたプロヒーローズがルード軍に初めて敗北。
- 8月26日、ハッピーロード大山商店街大会のメインイベント終了後、ハッピーロードマンが、いたプロヒーローズ最強決定トーナメント出場のためメインイベントに出られない自分の代役として、ハッピーロードマン・ダークに次の板橋グリーンホール大会のメインイベントへ、いたプロヒーローズとしての出場を要請。ハッピーロードマン・ダークは「ヒーロー側として試合がしたかった」としてこれを受諾。
- 9月16日、板橋グリーンホールで、旗揚げ4周年記念大会を開催。
  - 第1回「いたプロヒーローズ最強決定トーナメント」準決勝戦の1試合が行なわれ、ハッピーロードマンがいたばし不動ッピーに勝利し、決勝戦へ進出。
  - がばいじいちゃんとバッファローが初タッグを組むが、がばいじいちゃんが暴走し、倒れている味方のバッファローの上に対戦相手の、くいしんぼう仮面をチョークスラムで叩きつけて、そのままバッファローがフォール負け。バッファローは行動が無茶苦茶ながばいじいちゃんに嫌気が差して2人は再び仲違いした。
  - ハッピーロードマン・ダークがメインイベントのタッグマッチに、いたプロヒーローズとして初めて出場。裏切りが起こることなく勝利に貢献した。
- 12月2日、板橋グリーンホール大会を開催。
  - 第37代GHCジュニアヘビー級王者の鈴木鼓太郎と第34代GHCジュニアヘビー級タッグ王者組の1人の田中稔が参戦し、いずれもチャンピオンベルトを携えて入場。試合前のリングアナウンサーによる選手紹介でも、それぞれの王者の肩書きがコールされた。なお、鈴木は2度目の参戦だったが、「いたばしプロレスリング初参戦」とコールされた。
  - 第1回「いたプロヒーローズ最強決定トーナメント」決勝戦が行なわれ、ハッピーロードマンがグレート・ピカちゃんに勝利し、優勝。
  - 全試合終了後、グレート・ピカちゃんがタッグトーナメント戦を提案し、はやてが承諾したため、第1回「いたプロヒーローズ最強タッグ決定トーナメント」として2019年内の板橋グリーンホール大会を通じ、いたプロヒーローズで構成された4チームによるトーナメント戦が行なわれることが決定。

### 2019年
- 1月、鈴木がリングネームを「すずき心」に改名。
- 2月17日、板橋グリーンホール大会を開催。
  - 第1回「いたプロヒーローズ最強タッグ決定トーナメント」1回戦の1試合が行なわれ、いたばし不動ッピー&トキワダイオー組がハッピーロードマン&ハッピーロードマン・ダーク組に勝利し、決勝戦へ進出。
  - まるこが右膝前十字靭帯断裂から約10ヶ月振りに復帰。所属選手として且つリングネーム変更後、初めて試合に出場。
- 3月2日の舟渡町会大会のポスターより、中里のリングネーム表記に「だまされないぞ哲也」が使用され始める。正式なリングネームは中里哲也のままだが、ポスターにおいては、10月19日の板橋区民まつり大会以降は「だまされないぞ哲也」で定着している。
- 5月3日、板橋グリーンホール大会を開催。
  - 第1回「いたプロヒーローズ最強タッグ決定トーナメント」1回戦の1試合が行なわれ、グレート・ピカちゃん&キューティー・ピカちゃん組がなかいたへそマスク&マスクドふなどん組に勝利し、決勝戦へ進出。
- 5月29日、バッファローが入団。いたプロヒーローズの新メンバー「ハッピーでんきマン」としても試合に出場することを併せて発表[21]。
- 7月14日、板橋グリーンホール大会を開催。
  - クリスタルキングのムッシュ吉﨑が大会開始前にスペシャルゲストとして登場し、ミニライブで代表曲の「大都会」とアニメ「北斗の拳」の主題歌にもなった「愛をとりもどせ!!」を披露[22]。
  - ハッピーでんきマンがデビュー。この日はバッファローとしても出場し、個人としては1日に2試合行なった[22]。
  - 第1回「いたプロヒーローズ最強タッグ決定トーナメント」決勝戦が行なわれ、グレート・ピカちゃん&キューティー・ピカちゃん組がいたばし不動ッピー&トキワダイオー組に勝利し、優勝。
- 9月1日、板橋区立東板橋体育館で、旗揚げ5周年記念大会を開催。
- 9月30日、すずきが退団[23]。
- 12月19日、板橋グリーンホール大会を開催。
  - 全試合終了後、2020年内の4大会を通じ、いたプロヒーローズ8選手によるトーナメント戦・第2回「いたプロヒーローズ最強決定トーナメント」が行なわれることを発表。

### 2020年
- 2月24日、板橋グリーンホール大会を開催。
  - 第2回「いたプロヒーローズ最強決定トーナメント」1回戦の2試合が行なわれ、トキワダイオーがマスクドふなどんに、グレート・ピカちゃんがハッピーでんきマンにそれぞれ勝利し、準決勝戦へ進出。
  - イニシア板橋マンがデビュー[24]。
- 6月28日、板橋グリーンホール大会を開催。
  - 第2回「いたプロヒーローズ最強決定トーナメント」1回戦の2試合が行なわれ、なかいたへそマスクがハッピーロードマンに、ハッピーロードマン・ダークがいたばし不動ッピーにそれぞれ勝利し、準決勝戦へ進出。
- 8月10日、板橋グリーンホール大会を開催。
  - 第2回「いたプロヒーローズ最強決定トーナメント」準決勝戦の2試合が行なわれ、なかいたへそマスクがハッピーロードマン・ダークに、グレート・ピカちゃんがトキワダイオーにそれぞれ勝利し、決勝戦へ進出。
- 8月16日、板橋グリーンホール大会を開催。
  - 第2回「いたプロヒーローズ最強決定トーナメント」3位決定戦が行なわれ、トキワダイオーがハッピーロードマン・ダークに勝利し、3位になる。
  - 第2回「いたプロヒーローズ最強決定トーナメント」決勝戦が行なわれ、グレート・ピカちゃんがなかいたへそマスクに勝利し、優勝。
- 10月18日、板橋グリーンホールで、いたばし印刷マンがデビュー[25]。
- 12月27日、板橋グリーンホール大会を開催。
  - バッファローがいたばしプロレスリングファイナルマッチに出場[26]。いたばしプロレスリングでの今後の活動をハッピーでんきマンに一本化。
  - としょカーンがデビュー[27]。

### 2021年
- 3月20日、板橋グリーンホール大会を開催。
  - 第3試合（はやて&まるこ組対いたばし不動ッピー&いたばし印刷マン組）で地震が発生し、3分59秒で一時中断。安全確認後、試合は再開された。
- 6月13日、板橋グリーンホール大会を開催。
  - 「初代板橋タッグ王座決定リーグ公式戦」の2試合が行なわれ、ハッピーロードマン&トキワダイオー組がなかいたへそマスク&いたばし不動ッピー組に勝利し、2点を獲得。グレート・ピカちゃん&がばいじいちゃん組とウルフ智也&那須晃太郎組が引き分けてそれぞれ1点を獲得。
- 7月22日、板橋グリーンホール大会を開催。
  - 「初代板橋タッグ王座決定リーグ公式戦」の2試合が行なわれ、ウルフ智也&那須晃太郎組がハッピーロードマン&トキワダイオー組に、グレート・ピカちゃん&がばいじいちゃん組がなかいたへそマスク&いたばし不動ッピー組にそれぞれ勝利し、2点を獲得。
- 7月23日、板橋グリーンホール大会を開催。
  - 「初代板橋タッグ王座決定リーグ公式戦」の2試合が行なわれ、なかいたへそマスク&いたばし不動ッピー組がウルフ智也&那須晃太郎組に、ハッピーロードマン&トキワダイオー組がグレート・ピカちゃん&がばいじいちゃん組にそれぞれ勝利し、2点を獲得。リーグ公式戦全日程が終了し、最多勝ち点の4点を獲得したハッピーロードマン&トキワダイオー組が優勝、初代板橋タッグ王者組に認定。
- 9月23日、板橋グリーンホールで、旗揚げ7周年記念大会を開催。周年記念大会の開催は2年ぶり。
- 10月31日、板橋グリーンホール大会を開催。
  - 第3試合でいたばし不動ッピーといたばし印刷マンが対戦。決めセリフが被っていたことからお互い揉めていたが、試合後に和解。タッグを組んで板橋タッグ王座への挑戦を表明。
  - てのひら餃子マンがデビュー[28]。
- 11月23日、板橋グリーンホール大会を開催。
  - 第3試合ではやて&いたばし印刷マン組とまるこ&いたばし不動ッピー組が対戦。板橋タッグ王座獲りを目指しているはずのいたばし不動ッピーといたばし印刷マンがなぜか違うコーナーで相まみえることになった。試合はまるこがはやての必殺技である臨時急停車式エビ固めではやてからピンフォールを奪い勝利。はやてはいたばしプロレスリングにおいて（バトルロイヤルではない）通常の試合で初めてフォール負けを喫した。試合後、まるこがはやてと組んで板橋タッグ王座への挑戦を表明するが、先に挑戦表明していたいたばし不動ッピーといたばし印刷マンが抗議し、試合で挑戦者組を決めることを提案。玉川勝巳レフェリーがこれを認め、急遽はやて&まるこ組対いたばし不動ッピー&いたばし印刷マン組による事実上の板橋タッグ王座次期挑戦者決定戦が行なわれ、わずか3秒でいたばし不動ッピー&いたばし印刷マン組がダブルフォール勝ち。伊藤こーへーリングアナウンサーが「いたばし不動ッピー&いたばし印刷マン組が次期挑戦者組になった」とのアナウンスを行なったことから、そのまま正式にいたばし不動ッピー&いたばし印刷マン組の挑戦が決定。結果としてはやては2試合連続フォール負けを喫した。
  - 企業課題解決マスクがデビュー。

### 2022年
- 2月6日、板橋グリーンホール大会を開催。
  - この大会より、板橋タッグ選手権試合にノータッチルールが適用されるようになった。
  - グレート・ピカちゃんが欠場したため、メインイベントが2対3のハンデキャップマッチに変更された。しかし、2人側のハッピーロードマンが異議を唱え、試合可能な選手に自軍への出場を呼びかけた。はやて、マスクドふなどん、いたばし印刷マン、ウルフ智也、まるこが揉める中、3人側の中里が先の第2試合でひどい目にあわされたがばいじいちゃんを指名。がばいじいちゃんがこれに応じてリングに上がり、6人タッグマッチとして試合が成立した。試合はがばいじいちゃんががばいトーンボムからの体固めで中里からピンフォール勝ちした。がばいじいちゃんは2014年の旗揚げからいたばしプロレスリングに参戦しているが、ノータッチルールのタッグマッチはこれが初出場となった。
- 3月20日、板橋グリーンホール大会を開催。
  - 那須が怪我による長期欠場から復帰。メインイベントは「那須晃太郎いたプロ復帰おめでとう6人タッグマッチ」として行なわれ、那須がバックドロップからの片エビ固めで中里からピンフォール勝ちした。那須は2014年の旗揚げからいたばしプロレスリングに参戦しているが、ノータッチルールのタッグマッチはこれが初出場となった。
- 4月24日、板橋グリーンホール大会を開催。
  - 板橋タッグ選手権試合で、みちのくプロレスのヤッペーマンズ（ヤッペーマン1号&ヤッペーマン2号組）が勝利し、新王者組に戴冠。板橋タッグ王座が史上初めて他団体に流出した。ヤッペーマンズは、試合後のマイクパフォーマンスで防衛戦の相手としてザ・グレート・サスケ、新崎人生、バラモン兄弟の名前を例に挙げ、バックステージでもみちのくプロレスの興行で防衛戦を行なうことを明言した[29]。
- 5月5日、板橋グリーンホール大会を開催。
  - ムッシュ吉﨑が大会開始前に登場。ミニライブを行ない、「大都会」と「真救世主伝説 北斗の拳 ラオウ伝 殉愛の章」の挿入歌「愛をとりもどせ!! （MOVIE ver.）」を披露した。
  - いたばしプロレスリングのシングル王座（正式な王座名は言及せず）の新設が発表され、ベルトが披露された。いたプロヒーローズ4選手により初代王者を決めるトーナメント戦を行なうことが決まった。
- 7月10日、板橋グリーンホール大会を開催。
  - この大会より、いたばしプロレスリングオリジナルの楽曲である「いたばしプロレス テーマ曲」が大会開始時や全試合終了後に流れるようになった。同日にiTunes Storeや各定額制音楽配信サービスにて「いたばしプロレス テーマ曲」がリリースされた[30]。
  - 「初代板橋シングル王座決定トーナメント」1回戦の1試合が行なわれ、ハッピーロードマンがいたばし不動ッピーに勝利し、決勝戦へ進出。
- 8月4日、「全国プロレス選手権大会 グローカル・タッグトーナメント2022」に、いたばしプロレスリングが参加することが発表された[31]。
- 8月7日、板橋グリーンホール大会を開催。
  - いたばしプロレスリングの試合に出場したこともある木村響子が来場。自身が代表理事を務めるNPO法人の活動の一つである絵本の読み聞かせを披露し、募金も募った[32]。来場する日程は8月7日と7月10日のいずれかだったが、娘の名前に因んで8月7日を選んだ。
  - 「初代板橋シングル王座決定トーナメント」1回戦の1試合が行なわれ、グレート・ピカちゃんがトキワダイオーに勝利し、決勝戦へ進出。
- 9月1日、「全国プロレス選手権大会 グローカル・タッグトーナメント2022」に、第2代板橋タッグ王者組の「いたばしP（ピー）同盟」こといたばし不動ッピー&いたばし印刷マン組が東京代表として出場することが発表された[33]。
- 9月23日、板橋グリーンホールで、旗揚げ8周年記念大会を開催。
  - 「初代板橋シングル王座決定トーナメント」決勝戦が行なわれ、グレート・ピカちゃんがハッピーロードマンに勝利し、優勝。初代板橋シングル王者に認定。

### 2023年
- 1月22日、小豆沢公園野球場特設リングで、しむらサンバスター[34]とアズキング[35]がデビュー。
- 2月11日、下赤塚小学校体育館で、赤塚タヌキッドがデビュー[36]。
- 3月31日、高島平区民ホール大会を開催。
  - 観戦無料の大会を開催する諸費用を集める手段として初めてクラウドファンディングを利用した[37]。目標金額に到達し、最終的に目標の114%の支援が集まった。
  - この大会を以って、板橋区内の全旧町村及び高島平（板橋、上板橋、志村、赤塚、高島平）での大会開催を達成。
- 4月30日、板橋グリーンホール大会を開催。
  - 新型コロナウイルス感染症の影響によりそれまで必須だった観戦時のマスク着用が、この大会より「任意」となり、声出しも解禁された。
  - 同様にそれまで休止していた商店街の売店の出店が再開された。
  - 小林香萌が竹田光珠を気に入り、正式なタッグパートナーに指名。マッスルウォリアーズを結成した[38]。
  - 板橋シングル王者のグレート・ピカちゃんが、ウルフを挑戦者に指名。いたばしプロレスリングの王者が挑戦者を指名する初めての例となった。
- 7月、ウルフが頸椎ヘルニアでしばらく試合を欠場。
- 9月23日、板橋グリーンホールで、旗揚げ9周年記念大会を開催。
  - 長年の寄付の実績により、坂本健板橋区長より感謝状が贈られた。
  - マスクド餃子CoCoがデビュー[39]。
- 11月18日、板橋区立荒川戸田橋陸上競技場で、防災プラスフェア大会を開催。
  - ウルフが試合に復帰。

### 2024年
- 2月23日、板橋グリーンホールで、郷トモロウがデビュー。
- 5月1日、まるこが先日の試合中に怪我を負い、精密検査を行なった結果、「左膝前十字靭帯断裂及び外側側副靱帯損」の診断を受け、長期欠場することを発表。
- 5月5日、成増アクトホール大会を開催。
  - まるこの長期欠場により、はやて&まるこ組が板橋タッグ王座を返上。王座は空位となる。
  - 中里が引退。
- 10月27日、板橋区立文化会館で、旗揚げ10周年記念大会を開催。
  - 指圧マスク和[40]、焼肉いっしんマン[41]、澤畑良斗がデビュー。
  - 板橋タッグ王者のウルフが板橋シングル王座を戴冠し、史上初めていたばしプロレスリングの二冠王になった。
  - この大会では、全6試合中3試合がノータッチルールのタッグマッチで行なわれた。
- 12月1日、板橋第五小学校体育館で、板五サクリンがデビュー[42]。

### 2025年
- 2月23日、板橋グリーンホール大会を開催。
  - 2月15日に死去したルチャドールの先駆者・グラン浜田に向け、追悼の10カウントゴングが鳴らされた。
  - 板橋区観光協会と「観光振興に関する包括連携協定」を締結した[43]。これまで寄付を初めとして板橋区に関わってきたが、区の機関と正式に関わりを持つのは初めて。
- 4月20日、ハイライフプラザいたばし大会を開催。
  - 廣田和真がデビュー。
  - まるこが約1年ぶりに試合に復帰。

## タイトルホルダー
| タイトル         | 保持者          | 歴代  |
| ---------------- | --------------- | ----- |
| 板橋シングル王座 | ウルフ智也      | 第3代 |
| 板橋タッグ王座   | ウルフ智也 拳剛 | 第6代 |

| タイトル                                     | 覇者                                          | 年代   |
| -------------------------------------------- | --------------------------------------------- | ------ |
| いたプロヒーローズ最強決定トーナメント       | グレート・ピカちゃん                          | 2020年 |
| いたプロヒーローズ最強タッグ決定トーナメント | グレート・ピカちゃん キューティー・ピカちゃん | 2019年 |

## 所属選手

### いたプロヒーローズ
- はやて
- イタバシマスク
- グレート・ピカちゃん（上板橋北口商店街公認）
- キューティー・ピカちゃん（上板橋北口商店街公認）
- ハッピーロードマン（ハッピーロード大山商店街公認）
- ハッピーロードマン・ダーク（ハッピーロード大山商店街公認）
- なかいたへそマスク（中板橋商店街公認）
- マスクドふなどん（舟渡町会公認）
- いたばし不動ッピー（板橋宿不動通り商店街公認）
- トキワダイオー（常盤台1・2丁目町会公認）
- ハッピーでんきマン（まちづくり大山みらい株式会社公認）
- イニシア板橋マン（イニシア板橋桜レジデンス公認）
- いたばし印刷マン（いたばし印刷株式会社公認）
- としょカーン（板橋区立東板橋図書館公認）
- てのひら餃子マン（ラクユーてのひら餃子公認）
- しむらサンバスター（志村銀座商店街公認）
- アズキング（小豆沢商友会公認）
- 赤塚タヌキッド（NPO法人チーム赤塚公認）
- マスクド餃子CoCo（餃子BAR CoCo公認）
- 指圧マスク和（合同会社指圧・和公認）
- 焼肉いっしんマン（ときわ台焼肉いっしん公認）
- 板五サクリン（板橋第五小学校公認）

### コラボレスラー
- 企業課題解決マスク（上智大学川西ゼミ公認）

### その他
- ウルフ智也
- 郷トモロウ
- 澤畑良斗
- 廣田和真
- まるこ[注釈 6]

## スタッフ

### レフェリー
- ニード手島（TTTプロレスリング）[44]
- 19（プロレスリングMAGICBOX）[45]
- 玉川勝巳（玉川プロレスリング）[46]
- 井上治（フリー）[47]

### リングアナウンサー
- Kentaro（いたばしプロレスリング）[48]
- 伊藤こーへー（ジャッジサポート）[46]
- ムーチャス入江（フリー）[45]
- 奥田誠弥（フリー）[49]
- 津田紗希（PURE-J女子プロレス）[50]

### コミッショナー兼顧問
- 松田康将（前・東京都議会議員）

### 法律顧問
- 荒金真行（アーク虎ノ門法律事務所）

## 歴代所属選手
- すずき心（現：鈴木心）
- 中里哲也（2024年5月5日引退）[注釈 7]
- バッファロー[注釈 8]

## フリー、他団体参戦選手

### 男子選手
- アグー
- GAINA
- がばいじいちゃん
- 川村興史
- Gamma
- 菊タロー
- くいしんぼう仮面
- 拳剛
- ゴールデンパイン
- こまち
- SAGAT
- ザ・グレート・サスケ
- シーサー王
- 篠瀬三十七
- 新崎人生
- 新納刃
- 鈴木鼓太郎
- 高橋匡哉
- 竹田光珠
- 田中稔
- 力
- ツバサ
- ディック東郷
- 中津良太
- 那須晃太郎
- 寧々∞D.a.i
- のはしたろう
- マグニチュード岸和田
- 村上拓也
- 守部宣孝
- ヤッペーマン1号
- ヤッペーマン2号
- YANAGAWA
- 山田太郎
- やまびこ

### 女子選手
- 木村響子
- 小林香萌
- Sareee
- 朱里
- 世羅りさ
- 高瀬みゆき
- テキーラ沙弥
- トトロさつき
- 中川ともか
- 長浜浩江
- 夏すみれ
- 成宮真希
- 日向小陽
- 藤田あかね
- 藤本つかさ
- 万喜なつみ
- 宮城もち
- 優華
- 米山香織
- ライディーン鋼

## 来日外国人選手
- クワイエット・ストーム
- レイ・ガト